# Classic Brugge-De Panne for kvinder
Classic Brugge-De Panne for kvinder, tidligere Tre dage ved Panne for kvinder (nederlandsk: Driedaagse Brugge-De Panne vrouwen) er kvindernes udgave af Classic Brugge-De Panne, et cykelløb i landevejscykling i Flandern, Belgien.
Kvindernes Classic Brugge-De Panne afholdes for første gang i marts 2018, dagen efter mændenes løb. Kvindernes løb er en del af UCI Women's World Tour. 

## Vindere
| År   | Vinder          | Toer           | Treer             |
| ---- | --------------- | -------------- | ----------------- |
| 2018 | Jolien D'Hoore  | Chloe Hosking  | Christine Majerus |
| 2019 | Kirsten Wild    | Lorena Wiebes  | Lotte Kopecky     |
| 2020 | Lorena Wiebes   | Lisa Brennauer | Lotte Kopecky     |
| 2021 | Grace Brown     | Emma Norsgaard | Jolien D'Hoore    |
| 2022 | Elisa Balsamo   | Lorena Wiebes  | Marta Bastianelli |
| 2023 | Georgi Pfeiffer | Elisa Balsamo  | Lorena Wiebes     |
| 2024 | Elisa Balsamo   | Charlotte Kool | Daria Pikulik     |
| 2025 |                 |                |                   |